# Großsteingrab Jægersborg Dyrehave 1
Das Großsteingrab Jægersborg Dyrehave 1 ist eine megalithische Grabanlage der jungsteinzeitlichen Nordgruppe der Trichterbecherkultur im Kirchspiel Taarbæk in der dänischen Kommune Lyngby-Taarbæk.

## Lage
Das Grab liegt nordöstlich von Jægersborg am Südrand des Parks Jægersborg Dyrehave. In der näheren Umgebung gibt bzw. gab es zahlreiche weitere megalithische Grabanlagen.

## Forschungsgeschichte
In den Jahren 1899, 1928 und 1938 führten Mitarbeiter des Dänischen Nationalmuseums Dokumentationen der Fundstelle durch. Eine weitere Dokumentation erfolgte 1983 durch Mitarbeiter der Forst- und Naturbehörde.

## Beschreibung
Die Anlage besitzt eine westnordwest-ostsüdöstlich orientierte rechteckige Hügelschüttung mit einer erhaltenen Länge von 13 m, einer Breite von 8 m und einer Höhe von 1 m. Von der Umfassung sind sechs Steine im Süden, zwei im Norden und einer im Osten erhalten. Eine Grabkammer ist nicht auszumachen.